# Calycolpus alternifolius
Calycolpus alternifolius là một loài thực vật có hoa trong Họ Đào kim nương. Loài này được (Gleason) Landrum mô tả khoa học đầu tiên năm 1989.